# Tuxeck
Tuxeck (také Tuxegg) je vrchol v nadmořské výšce 2226 m v pohoří Kaisergebirge ve spolkové zemi Tyrolsko v Rakousku.

## Poloha
Nachází se jižně od Treffaueru a nazývá se také Ellmauer Hochkaiser, Na jihovýchodě se k ní připojuje Schutterfeldköpfe. Hora patří k obci Ellmau.

## Výstup
Z Jägerwirt u Scheffau vede na vrchol od jihozápadu značená stezka. Pouze posledních 10 m na vrchol má obtížnost III. stupně (UIAA) (poněkud zmírněnou několika kruhovými železnými třmeny, ale strmou a exponovanou), zbytek není obtížnější než I. stupně (kromě jednoho místa s jisticím blokem, II. stupně), ale je velmi náchylný padající kameny.
Další výstup vede od východu, od chaty Gruttenhütte přes Schutterfeldköpfe na vrchol. Tato trasa, která je nyní opět dobře značená, je scénicky nádherná, ale poměrně náročná, protože není jištěna lany (kromě strmého stupně téměř bez úchytů a bez stupů), je drolivý a extrémně náchylný na padající kameny (až III).
Mezi Tuxeckem a Treffauerem je také vyznačen přechod (místy I). Tuto cestu zvolili J. Enzensperger a H. Hahn 14. srpna 1897 při prvovýstupu na Tuxeck.
Všechny cesty vyžadují jisté nohy a bez obav z výšek a závratí, stejně jako určitou lezeckou zručnost a dobrý orientační smysl.
Obtížnější lezecké cesty zde téměř nenajdete. Jižní hřeben IV. stupně obtížnosti se téměř neleze a má pouze historický význam, nevýznamné jsou i další výstupy, například z jihozápadu (II) nebo jižní stěnou (II).